# سيفوتيتان
سيفوتيتان Cefotetan هو مضاد حيوي  من السيفالوسبورينات الجيل الثاني،
وقد تم تطوير سيفوتيتان بواسطة الشركة الدوائية يامانوتشى. يتم تسويقه خارج اليابان بواسطة شركة استرا زينيكا بالأسماء التجارية Apatef وCefotan.
له تأثير مضاد ضد الجراثيم موجبة الغرام مثل العنقوديات, ومضاد ضد بعض الجراثيم سلبية الغرام، و يتميز عن بقية السيفالوسبورينات الجيل الثاني بأنه يغطي الجراثيم اللاهوائية (تنمو في ظروف خالية من الأكسجين) مثل العصوانية الهشة. يؤثر بفاعلية على العصويات المعوية مثل الإشريكية قولونية، الكلبسيلا، والمتقلبة، إلا أن فاعليته على المكورات العنقودية والعقدية أقل مقارنة بعلاجات السيفالوسبورين من الجيل الأول. يعطى بالزرق أو الحقن الوريدي وفي العضل.

## الاستعمال الطبي
- يستخدم في علاج أنواع مختلفة من العدوى البكتيرية، خاصة التي تسببها العصويات المعوية مثل الإشريكية قولونية، الكلبسيلة والمتقلبة، أو البكتيريا اللاهوائية، مثل:

1. العدوى التي قد تحصل داخل البطن (تصيب الأعضاء في البطن)،
2. العدوى المختلطة (العدوى التي يسببها أكثر من نوع واحد من الجراثيم)،
3. التهابات أو عدوى الجهاز التنفسي، التهابات العظام و المفاصل، التهابات المسالك البولية، التهابات الأعضاء التناسلية، و الإنتانمية(وجود جراثيم في الدم).

- يستخدم للوقاية من الإصابة بالخمج في المرضى الذين يخضعون لعمليات جراحية.[3]

### موانع الاستعمال
- فرط التحسس للعلاج أو لأي مكون آخر من مكوناته، أو في حالة وجد فرط تحسس لأي علاج آخر من مجموعة السيفالوسبورين.
- تعرض المريض السابق لنوع معين من فقر الدم (فقر الدم الانحلالي) نتيجة لتناول أحد علاجات السيفالوسبورين.

### الاحتياطات
- فئة السلامة أثناء الحمل B؛ لم تظهر الدراسات الحالية أضراراً على الجنين، يجب استشارة الطبيب قبل أخذ العلاج في حال كانت المريضة حامل أو تخطط للحمل.
- الرضاعة: يُفرز العلاج (بكميات ضئيلة) في حليب الأم المرضع، لذا يجب استشارة الطبيب في حال كانت المريضة مرضعاً.
- يجب اخبار الطبيب المعالج في حال وجود اعتلالات أو أمراض في الكلى، اضطرابات في عملية تجلط الدم أو النزيف، مشاكل أو فقر غذائي، أو كان المريض يتناول علاجات (خاصة العلاجات المميعة للدم) أو مكملات غذائية أو عشبية أخرى، فقد تحتاج بعض الحالات إلى اجراءات احتياطية خاصة أو جرعات معدلة.
- قد يسب العلاج حالة تسمى ""فقر الدم الانحلالي"" في حالات خاصة.
- في حال وجود حساسية البنسيلين عند المريض، فيجب إخبار الطبيب قبل البدء بالعلاج.
- تناول المضادات الحيوية لفترات طويلة قد يسبب الإصابة بخمج إضافي (إعادة الإصابة بالخمج/العدوى بإدخال كائنات من نفس النوع الذي يسبب الخمج الموجود)، و الذي قد لا يستجيب للعلاج القديم.
- التوقف عن تناول العلاج قبل انتهاء الفترة التي يحددها الطبيب يزيد من احتمال معاودة الخمج/العدوى للظهور وتطويرها لمقاومة للعلاج (لا تعود تستجيب للعلاج).[4]

## الأعراض الجانبية
العرض الجانبي الأكثر شيوعاً: اسهال. التركيب الكيميائي للسيفوتيتان، شأنه في ذلك شأن العديد من السيفالوسبورينات الأخرى، يحتوي على  N  - methylthiotetrazole (NMTT أو 1-MTT) سلسلة جانبية. بما أنه تم تقسيم المضادات الحيوية أسفل الجسم، فإنه يطلق حراً NMTT، الذي يمكن أن يسبب نقص البروثرومبين (على الأرجح بسبب التثبيط من إنزيم فيتامين K إيبوكسيد المختزل ) ويتفاعل مع الإيثانول مشابه لذلك المنتج من قبل ديسفلفرام (Antabuse)، ويرجع ذلك إلى تثبيط الديهايدروجينيز.

## التداخلات الدوائية
يجب إخبار الطبيب عن أي علاج أو مكمل غذائي أو عشبي كان يتناوله المريض (لعلاج مرض مزمن أو عارض)، أو سيبدأ بتناوله أثناء فترة العلاج.

## اشكال الدواء
مسحوق للحل (للحقن): 1 غم، 2 غم، 10 غم

## التخزين
يحفظ العلاج في درجة حرارة الغرفة (15 - 30 درجة مئوية)، بعيدا عن الضوء و الرطوبة